# Quần thể sao
Trong thiên văn học, quần thể sao (stellar population) đề cập đến một tập hợp con của các ngôi sao trong một thiên hà có độ kim loại gần giống nhau (và do đó có tuổi gần bằng nhau).

Năm 1944, nhà thiên văn Walter Baade đã phân loại các tập hợp sao trong dải Ngân Hà vào các quần thể. Trong tóm lược bài luận án bởi chính Baade, ông đã công nhận rằng Jan Oort đã nghĩ ra đầu tiên về kiểu phân loại vào năm 1926:
Hai loại quần thể sao đã được ghi nhận trong số các sao của thiên hà của chúng ta bởi Oort tới sớm nhất là năm 1926.

Baade để ý rằng các sao phổ xanh hơn thường tương ứng với phần nhánh xoắn ốc, và các sao phổ vàng tập trung tại gần chỗ phình thiên hà ở trung tâm và trong các cụm sao cầu. Hai loại sao chính này được định nghĩa là
- Quần thể I và
- Quần thể II,

với một loại khác trên lý thuyết được gọi là
- Quần thể III

mới được thêm vào năm 1978; chúng thường được viết tắt đơn giản là Pop. I, Pop. II, và Pop. III.
Trong số các loại quần thể, một số khác biệt đáng kể đã được phát hiện trong phổ sao quan sát của riêng chúng. Những điều này sau đó được chứng tỏ rằng cực kỳ quan trọng và có thể liên quan tới sự hành thành sao, chuyển động quan sát được, tuổi sao, và thậm chí là sự tiến hóa của các thiên hà xoắn ốc và cả elip. Ba lớp quần thể đơn giản trên phân loại hữu ích các sao dựa trên thành phần hóa học hay độ kim loại.
Theo định nghĩa, mỗi nhóm quần thể sao cho thấy chiều hướng mà thành phần kim loại giảm thể hiện số tuổi sao tăng. Do đó, những ngôi sao đầu tiên trong vũ trụ (với thành phần kim loại rất thấp) được cho vào quần thể III, các sao già sau đó (độ kim loại thấp) thuộc quần thể II, và các sao mới nhất (độ kim loại cao) thuộc vào quần thể I. Mặt Trời được coi là nằm trong quần thể I, một ngôi sao mới với độ kim loại khá cao 1,4%. Lưu ý rằng danh pháp của vật lý thiên văn coi rằng bất kỳ nguyên tố nào nặng hơn heli là một "kim loại", kể cả các phi kim hóa học như oxy.

## Phát triển của các sao
Quan sát phổ sao cho thấy rằng các sao tuổi già hơn Mặt Trời có ít nguyên tố nặng hơn so với Mặt Trời. Điều này gợi ý ngay rằng độ kim loại đã tiến hóa qua các thế hệ sao bằng quá trình tổng hợp hạt nhân sao.

### Sự hình thành của các sao đầu tiên
Theo các mô hình vũ trụ học hiện tại, tất cả vật chất được tạo ra từ Big Bang phần lớn là hydro (75%) và heli (25%), với chỉ một phần rất nhỏ chứa các nguyên tố nhẹ khác như lithi và beryli. Khi vũ trụ trở nên đủ nguội, các sao đầu tiên được tạo ra là các sao quần thể III, và không chứa tạp chất của bất kỳ nguyên tố nặng hơn nào. Điều này được giả định là đã ảnh hưởng đến cấu trúc của chúng, sao cho khối lượng của các sao này lên tới hàng trăm lần khối lượng của Mặt Trời. Sau này, các sao siêu khối lượng này cũng tiến hóa rất nhanh, và các quá trình tổng hợp hạt nhân mà chúng thực hiện đã tạo ra 26 nguyên tố đầu tiên (tới sắt trong bảng tuần hoàn).
Nhiều mô hình lý thuyết sao cho thấy rằng phần lớn các sao khối lượng lớn trong quần thể III nhanh chóng cạn kiệt nguồn nhiên liệu của chúng và có thể đã phát nổ trong các sự kiện siêu tân tinh bất ổn định cặp với năng lượng cực kỳ cao. Những vụ nổ này sẽ phân tán hết vật chất của chúng, giải phóng kim loại vào môi trường liên sao (ISM), để được cấu tạo vào các thế hệ sao sau này. Sự tuyệt diệt của chúng gợi ý rằng không thể có sao khối lượng lớn quần thể III quan sát được trong dải Ngân Hà. Tuy nhiên, một số sao quần thể III có thể được tháy trong các thiên hà có độ dịch chuyển đỏ cao mà ánh sáng từ đó đã bắt nguồn trong một lịch sử sớm hơn của vũ trụ.  Các nhà khoa học đã tìm ra bằng chứng của một ngôi sao cực nhỏ và nghèo kim loại, nhỏ hơn một ít so với Mặt Trời, được tìm thấy trong một hệ sao đôi thuộc vùng nhánh xoắn ốc của Ngân Hà. Khám phá này mở ra khả năng quan sát thấy các sao thậm chí già hơn.
Các sao khối lượng quá lớn để sinh ra các siêu tân tinh bất ổn định cặp có thể sẽ co lại và trở thành các lỗ đen bằng một quá trình được gọi là quang phân rã. Ở đây một số vật chất có thể thoát ra trong quá trình này dưới dạng các tia hay dòng phun tương đối tính, và hiện tượng này có thể đã phân bố các kim loại đầu tiên vào không gian của vũ trụ.

### Sự hình thành của các sao quan sát được
Các sao quan sát được đầu tiên, được gọi là quần thể II, có độ kim loại rất thấp; do là thế hệ sao được sinh ra sau này, chúng trở nên giàu hơn về kim loại, bởi vì các đám mây chứa khí mà chúng hình thành nhận được lượng bụi giàu kim loại được sản xuất bởi các thế hệ trước. Khi các sao này chết đi, chúng trả lại vật chất giàu kim loại vào môi trường liên sao qua các tinh vân hành tinh và vụ nổ siêu tân tinh, làm giàu hơn các tinh vân mà các sao mới hơn hình thành. Các sao trẻ nhất này, bao gồm cả Mặt Trời của chúng ta, do đó có hàm lượng kim loại cao nhất, và được gọi là các sao quần thể I.

## Phân loại hóa học bởi Baade

### Các sao quần thể I

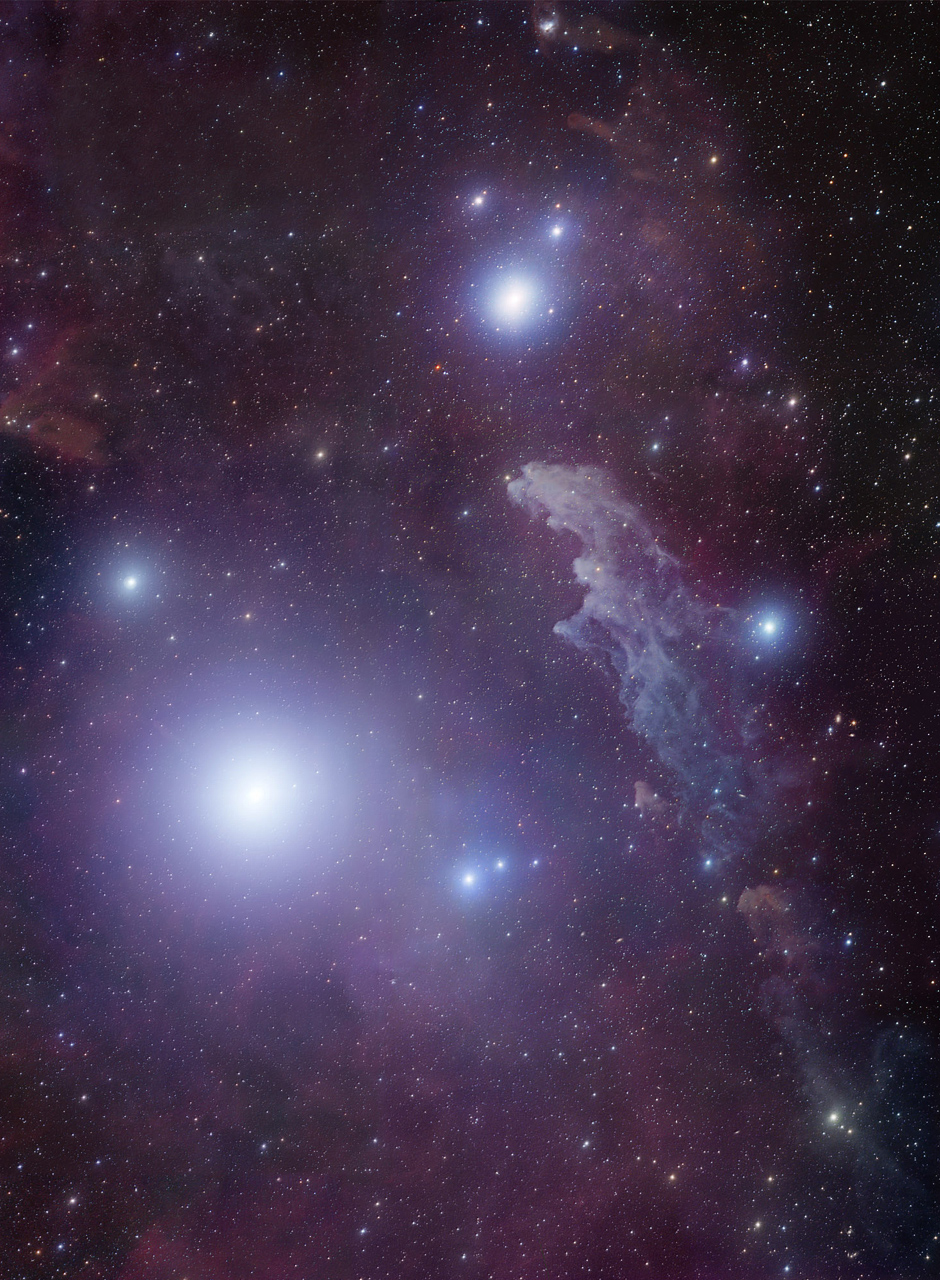
Sao quần thể I Rigel với tinh vân phản xạ IC 2118

Quần thể I, hay các sao giàu kim loại là các sao trẻ với độ kim loại cao nhất trong tổng cộng ba quần thể và thường được phát hiện hơn trong nhánh xoắn ốc của thiên hà dải Ngân Hà. Mặt Trời là một ví dụ về một sao giàu kim loại và được coi là một sao quần thể I trung gian, trong khi sao tương tự mặt trời Mu Arae có hàm lượng kim loại giàu hơn nhiều.
Các sao quần thể I thường có quỹ đạo elip đều xung quanh Trung tâm Ngân Hà, với vận tốc tương đối thấp. Trước đây các nghiên cứu giả thuyết rằng độ kim loại cao của các sao quần thể I khiến cho chúng có nhiều khả năng sở hữu hệ hành tinh hơn hai quần thể kia, bởi vì các hành tinh, đặc biệt là hành tinh đất đá, được cho là đã hình thành bằng sự bồi tụ kim loại. Tuy nhiên các dữ liệu quan sát của Kính viễn vọng Không gian Kepler đã tìm ra các hành tinh nhỏ hơn xung quanh các sao trong một dải độ kim loại, trong khi chỉ có các hành tinh khả năng là hành tinh khí khổng lồ lớn hơn tập trung quanh các sao với độ kim loại khá cao hơn—một phát hiện làm cơ sở cho các lý thuyết về sự hình thành hành tinh khí khổng lồ. Giữa các nhóm sao quần thể I trung gian và các sao quần thể II là quần thể trung gian vùng đĩa.

### Các sao quần thể II

Sơ đồ cấu tạo của Ngân Hà. Các sao quần thể II xuất hiện nhiều hơn trong chỗ phình trung tâm và bên trong các cụm sao cầu

Quần thể II, hay các sao nghèo kim loại bao gồm các sao với thành phần các nguyên tố nặng hơn heli khá ít. Những đối tượng này được hình thành ở một thời gian sớm hơn trong vũ trụ. Các sao quần thể II trung gian thường được thấy hơn ở chỗ phình gần trung tâm của dải Ngân Hà, trong khi các sao quần thể II được phát hiện trong vùng quầng thiên hà là già hơn và do đó nghèo hơn về kim loại. Các cụm sao cầu cũng chứa một số lớn các sao quần thể II.
Một đặc tính của các sao quần thể II là mặc dù độ kim loại của chúng nói chung là thấp hơn, chúng thường có tỉ số các "nguyên tố alpha" (các nguyên tố được tạo ra bởi các quá trình alpha, chẳng hạn O and Ne) so với Fe lớn hơn so với các sao quần thể I; lý thuyết hiện tại gợi ý rằng đây là kết quả của các siêu tân tinh loại II đã đóng góp đáng kể hơn vào môi trường liên sao tại thời điểm hình thành của chúng, trong khi sự làm giàu kim loại đến từ các siêu tân tinh loại Ia xảy ra tại một giai đoạn sau của sự phát triển của vũ trụ.

### Các sao quần thể III

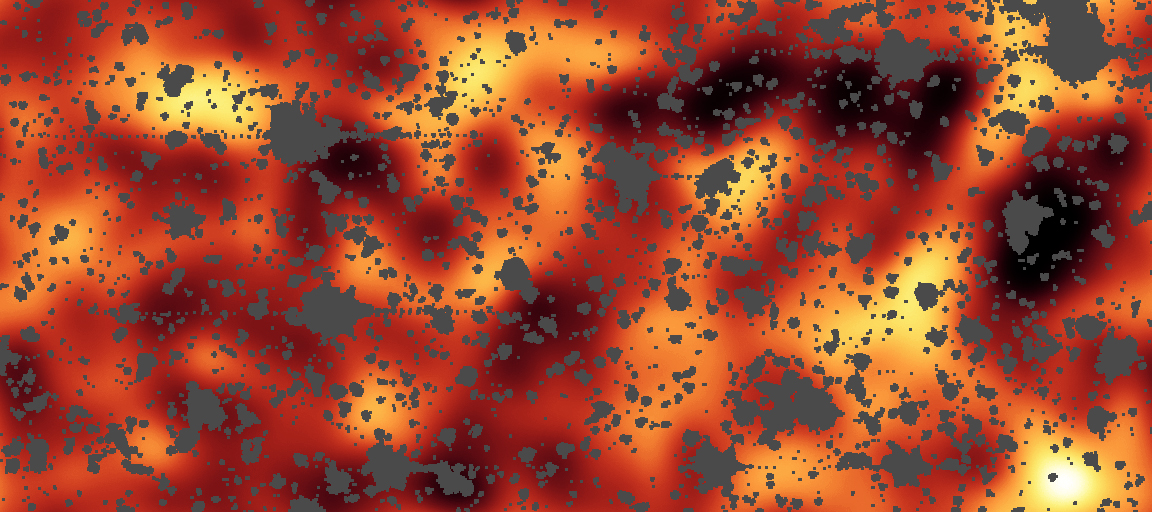
Nền sáng có khả năng là của các sao quần thể III, ảnh chụp bởi Kính viễn vọng Không gian Spitzer của NASA

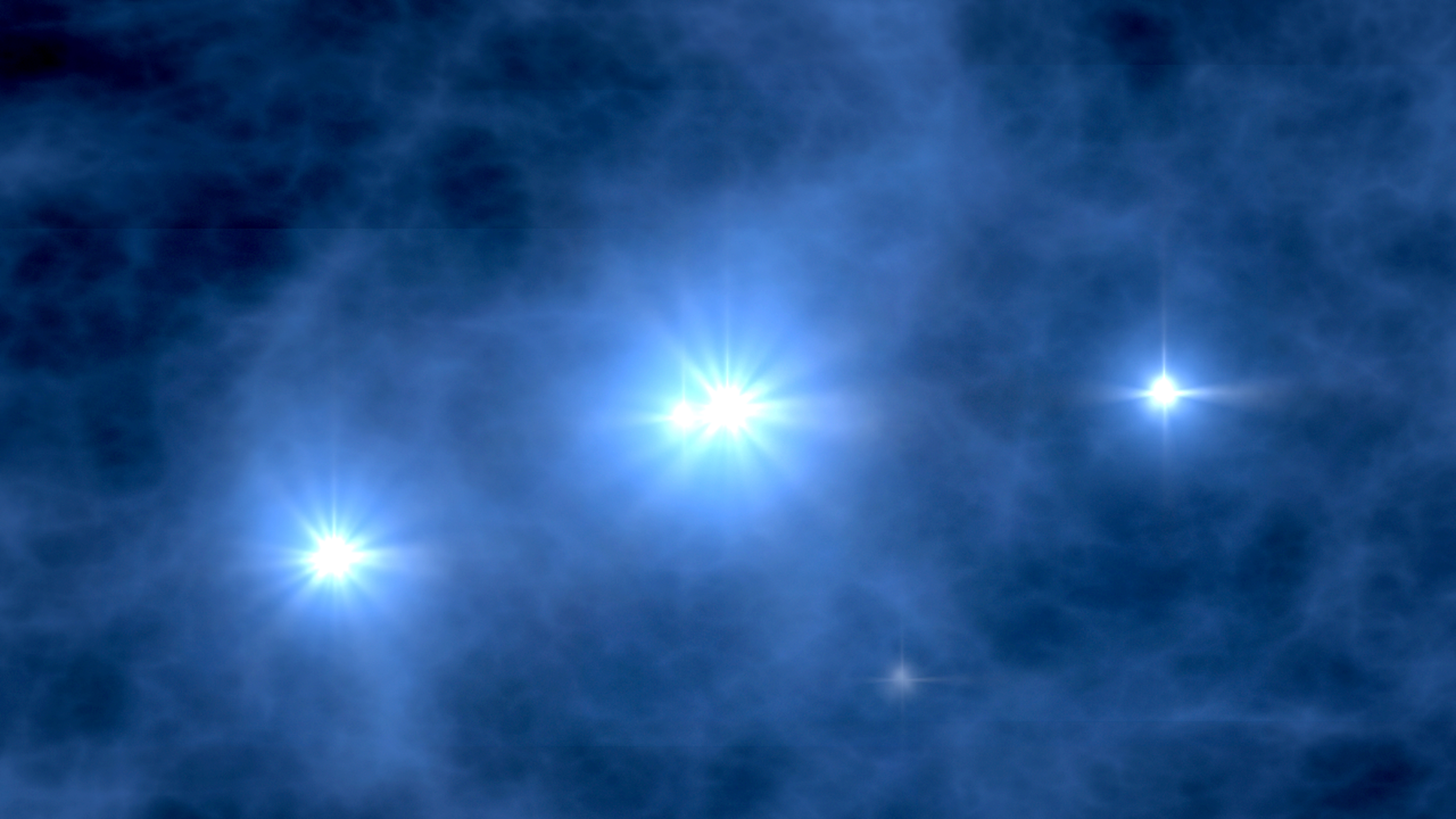
Hình ảnh mô phỏng đồ họa về các sao đầu tiên, khoảng 400 triệu năm sau Big Bang

Các sao quần thể III là một quần thể giả thuyết gồm các sao khối lượng cực kỳ lớn, cực kỳ sáng và nóng với độ kim loại gần bằng 0, ngoại trừ khả năng vật chất phun trộn lẫn nhau từ các siêu tân tinh quần thể III khác gần đó. Các sao này có khả năng là đã xuất hiện trong vũ trụ từ rất sớm (tức là với độ dịch chuyển đỏ lớn) và có thể đã bắt đầu sự sản sinh ra các nguyên tố hóa học nặng hơn hydro, cần thiết cho sự hình thành sau này của các hành tinh và sự sống mà chúng ta biết.
Sự tồn tại của các sao quần thể III được suy ra từ lý thuyết vũ trụ học vật lý, nhưng chúng vẫn chưa được quan sát trực tiếp. Bằng chứng gián tiếp cho sự tồn tại của chúng đã được phát hiện trong một thiên hà bị thấu kính hấp dẫn trong một vùng quá khứ rất xa của vũ trụ. Sự tồn tại của chúng có thể giải thích cho các nguyên tố nặng – không thể đã được tạo ra ở thời điểm Big Bang – được quan sát trong phổ phát xạ của quasar. Chúng cũng đã được cho là thành phần của các thiên hà xanh mờ nhạt. Các sao này có thể đã kích thích giai đoạn tái ion hóa của vũ trụ, một giai đoạn chuyển pha quan trọng của khí hydro cấu tạo nên phần lớn môi trường liên sao. Các quan sát của thiên hà UDFy-38135539 gợi ý rằng nó có thể đã đóng một vai trò trong quá trình tái ion hóa này. ESO đã phát hiện ra một khối sáng gồm các sao quần thể sớm trong thiên hà rất sáng Cosmos Redshift 7 từ giai đoạn tái ion hóa khoảng gần 800 triệu năm sau Big Bang, tại mức dịch chuyển đỏ z = 6.60. Phần còn lại của thiên hà này có một số sao quần thể II đỏ và muộn hơn. Một số giả thuyết nêu quan điểm rằng đã có hai thế hệ sao quần thể III.
Phát hiện ra các sao quần thể III là một mục tiêu của Kính viễn vọng Không gian James Webb của NASA. Các khảo sát quang phổ mới đây, chẳng hạn SEGUE hay SDSS-II, cũng có thể định vị các sao quần thể III.